# آپ‌تاون (مینیاپولیس)
آپ‌تاون (به انگلیسی: Uptown) یک منطقهٔ مسکونی در ایالات متحده آمریکا است که در مینیاپولیس واقع شده‌است.